# Église Saint-Vincent-de-Paul
De Église Saint-Vincent-de-Paul (Heilige-Vincentius-a-Paulokerk) is een rooms-katholieke kerk in het 10e arrondissement van de Franse hoofdstad Parijs, gewijd aan de heilige Vincentius a Paulo.

## Geschiedenis
De kerk werd gebouwd in de 19e eeuw in het 10e arrondissement, op de plaats van het vroegere land van de heilige Lazarus. Op dat land was het Prison Saint-Lazare gevestigd, dat van 1632 tot 1793 werd bezet door A Paulo en de Lazaristen - hier leefde en werkte hij.

### Bouw
Het ontwerp van de kerk en de eerste fases van de bouw werden toevertrouwd aan Jean-Baptiste Lepère, in zijn tijd een bekend architect. De eerste steen werd gelegd in augustus 1824, in de aanwezigheid van de prefect van de Seine Gaspard de Chabrol en de aartsbisschop van Parijs Monseigneur de Quélen. De bouw vorderde langzaam, en werd herhaaldelijk gestopt, met als belangrijkste reden de Julirevolutie. Het was uiteindelijk Lepères schoonzoon, Jacques Hittorff, die verderging met het project van 1831 tot 1844. De Saint-Vincent-de-Paul werd geopend op 25 oktober van dat jaar. Hittorff maakte grote aanpassingen aan het oorspronkelijke ontwerp. Zo waren er in eerste instantie geen plannen voor een torenspits - het werden er uiteindelijk twee. Daarnaast liet hij de ingang bouwen aan de Place Franz-List, waardoor er een kerkplein ontstond.

### Decoratie
Het ontwerp van de kerk is afgeleid van verschillende religieuze architectonische stijlen, zonder er één in het bijzonder te kopiëren. Boven het portico (ontleend aan dat van de Oudgriekse tempels) is een fronton te zien van Charles-François Lebœuf-Nanteuil over "de Apotheose van Saint-Vincent-de-Paul" - de heilige wordt vereerd, omringd met figuren die zijn heilige daden symboliseren (o.a. een missionaris, een galeislaaf en enkele Dochters der Liefde die met kinderen bezig zijn of zieken proberen te genezen). Binnen treft men een geschilderde fries aan rondom het schip, door Hippolyte Flandrin geschilderd tussen 1848 en 1853. Hierop zijn 160 mannelijke en vrouwelijke heiligen te zien, lopend naar het priesterkoor. De decoratie van de kapel van de Maagd Maria, later gebouwd in de apsis achterin, is ontworpen door William Bougereau tussen 1885 en 1889. De ruiterij op het hoofdaltaar is van de hand van François Rude.

### Latere geschiedenis
Het gebouw kreeg veel te verduren tijdens de Commune van Parijs (1871). Het werd geraakt door zeven granaten, en de trappen werden verwoest en overgebracht naar Père-Lachaise. Vanwege de nabijheid van het station Gare du Nord, waar onder andere de Eurostar uit Londen aankomt, heeft de kerk een verbond gesloten met Saint Pancras Old Church (een Londense kerk dicht bij Station Londen St Pancras) - dit verbond werd op 11 december 2007 gesloten met een tweetalige dienst in de St Pancras.

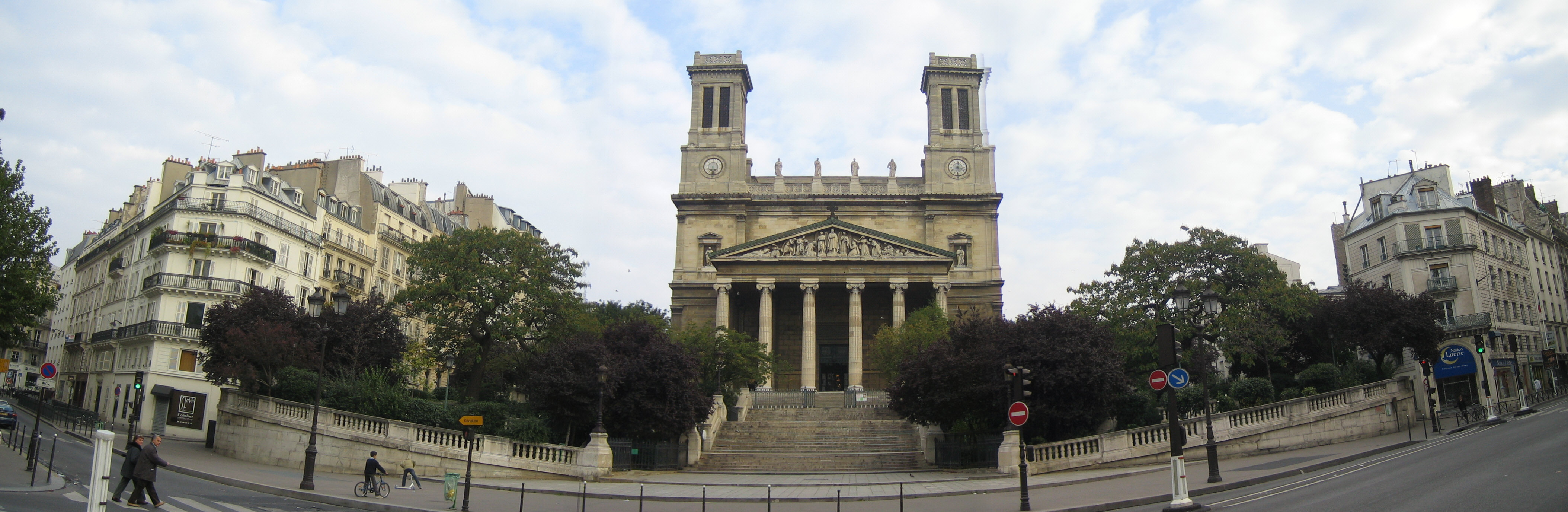
Panorama van de kerk

## Orgel
Het orgel van de kerk bestaat uit:
- 4 manualen en pedaal
- 66 registers
- 4.949 pijpen
- Elektrische tractuur voor de klavieren en registers

Het is ontworpen door de bekende orgelbouwer Aristide Cavaillé-Coll. Oorspronkelijk bestond het uit slechts 47 registers en 2.669 pijpen.